# Creación de los astros y las plantas

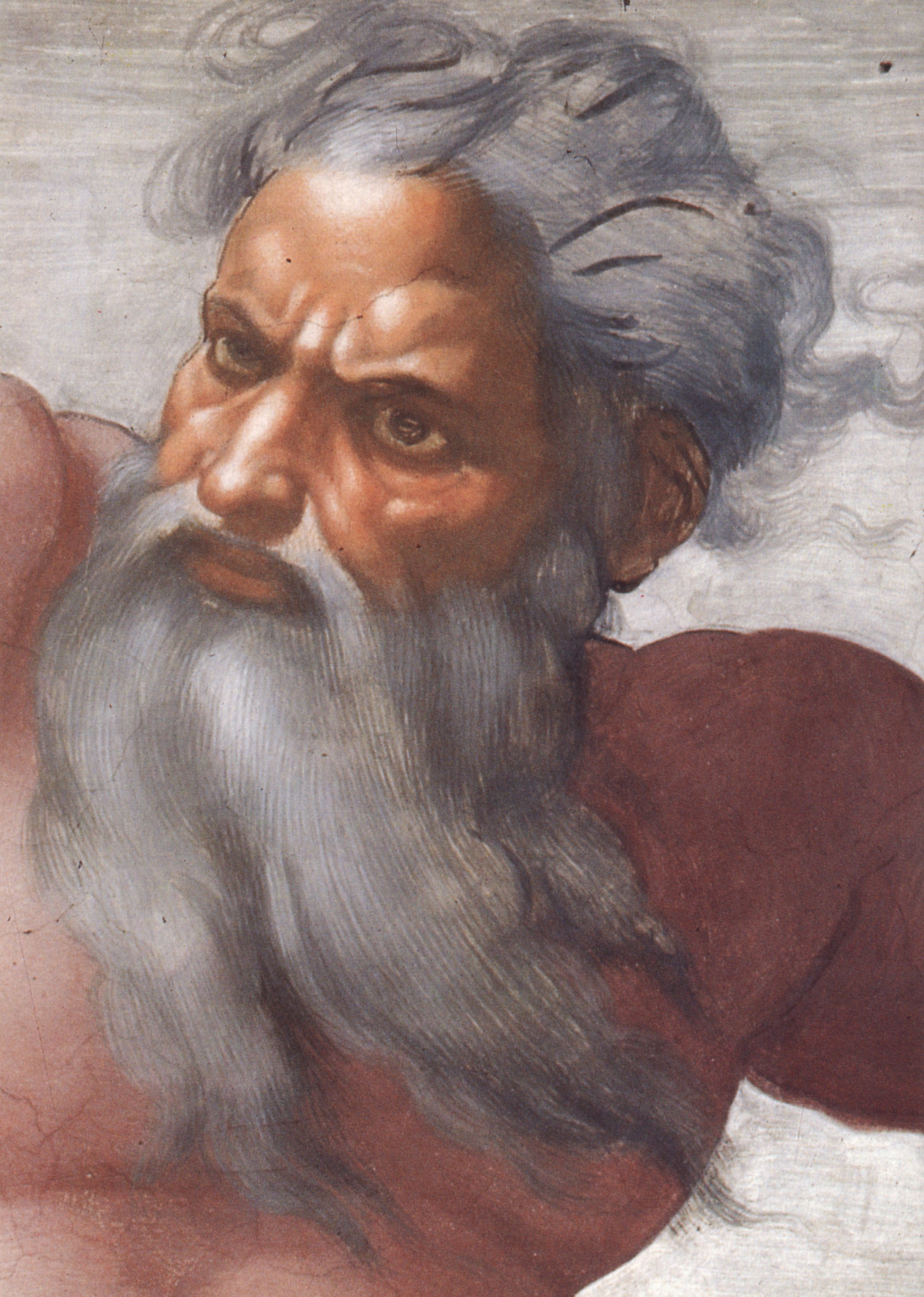
Detalle de la cara de Dios.

La creación de los astros y las plantas es el segundo fresco de la bóveda de la Capilla Sixtina del Génesis que pintó Miguel Ángel. El tema está inspirado en el relato de la Creación según el libro bíblico de Génesis.

## Descripción
Este mural es el primero que ocupa un espacio grande por lo que carece de ignudis y medallones que lo flanqueen. En ella aparece Dios en dos posiciones distintas. La primera que llama nuestra atención es la de la derecha. En ella, Dios aparece con el ceño fruncido y un porte imponente, tocando con cada mano los dos astros: el Sol y la Luna.
Está visto de frente y destaca por su posición que nos refleja un movimiento incierto, parece estar deteniéndose y girando hacia nosotros. Por primera vez aparecen los ángeles detrás de él, dos a cada lado. Los que están a la izquierda de Dios están escondidos detrás de los ropajes de Dios, jugando y sonriendo. Los ángeles que están a su derecha están desnudos y le están mostrando el siguiente paso a crear: las plantas.
Ahí aparece otra vez Dios, pero esta vez visto de espaldas. Se dirige hacia tierra firme donde hay pasto verde y plantas. La técnica y el realismo con que este pequeño paisaje está pintado es pobre comparado con la majestuosidad de la figura del Creador, quien refleja una fuerza divina y sobrenatural.
Miguel Ángel evitaba a toda costa estas escenas con paisajes y siempre buscaba pretextos para dibujar la figura masculina, a la cual estaba realmente adherido.
Dios aparece nuevamente con su túnica rosa y esta vez, ésta se expande en forma de concha para proteger y transportar a los ángeles que lo acompañan, imagen que se repetirá en la Creación de Adán.